# サントロペ
サン＝トロペ (Saint-Tropez) は、フランス南部PACA ヴァール県にあるリゾート地。20世紀初頭までは小さな漁村だったサントロペは1950年代フランスを代表するアーティストたちが好んで夏を過すようになり、コート・ダジュールのリゾート地として世界に名を馳せることとなる。

## 歴史
伝説では、サントロペは聖トロペ（St. Tropes）という殉教者にちなんで名づけられたという。信仰を捨てなかった聖トロペは断首刑となり、その遺体はボートに投げ入れられ、そのボートが辿り着いたのが現在のサントロペの浅瀬だと言われている。
1615年、伊達政宗が派遣した支倉常長一行による慶長遣欧使節がこの地を訪れている。これが日仏交流の最初となっている。
フランス革命の恐怖政治の時代には、非キリスト教化運動の影響でサントロペはエラクレス（ヘラクレス）に改称させられた。

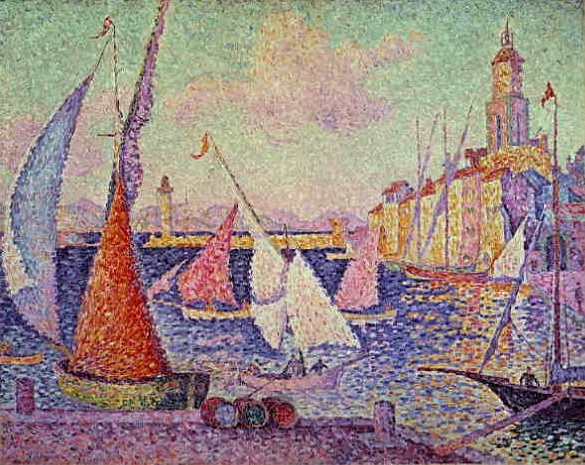
ポール・シニャックの描いたサントロペ

1892年、新印象派の画家ポール・シニャックが『ロランピア号』に乗り、漁師たちが働くサントロペ港に停泊し、その後、この地で住宅を購入してアトリエを構えた。やがて、シニャックのもとに多数の画家が訪れるようになる。シニャックはここで海辺や港の風景、ヨットなどを好んで描いている。
1920年代には、サントロペ出身の女姓と結婚したパリの劇場経営者レオン・ヴォルテラが、海の見える高台にある城（シャトー・ヴォルテラ）にジャン・コクトーやアルレッティ、ココ・シャネルなど当時の著名なアーティストたちを招いたことから、上流社会に人気のあるリゾート地となった。
第二次世界大戦中の1944年、ドラグーン作戦の一環として連合国側に解放された最初の町が、このサントロペの町であった。
1950年代、サントロペの町はブリジッド・バルドー主演のフランス映画 "Et Dieu... créa la femme"（邦題「素直な悪女」）の舞台となった。この映画の撮影時にバルドーが好んで食したというタルト・トロペジェンヌは地元の銘菓となっている。
1964年より1982年まで、ジャン・ジロー監督、ルイ・ド・フュネス主演による『ルイ・ド・フュネスのサントロペシリーズ』という映画シリーズ全6作が作られた。サントロペに赴任する憲兵たちが主役で、原題では『サントロペの憲兵 Le Gendarme de Saint-Tropez』シリーズという。
1971年発売のピンク・フロイドのアルバム「おせっかい」に「サン・トロペ」という曲が収録されている。ちなみに同バンドはその前年8月にこの地でコンサートを行った。また、1979年にはベルギーのバンドテレックスが『Looking for St. Tropez』（日本でのタイトルは「テクノ革命」）というアルバムを出している。
1980年代にはリュック・ハメット、エリック・レイノルド・フォートン、ブリジット・ラーエら出演のラブコメディー "On se calme et on boit frais à Saint-Tropez" （邦題「恋のサントロペ」）が製作され、日本でも公開されている。

## 気候
地中海性気候に属する。
| アントロペ（Saint-Tropez）の気候                          | アントロペ（Saint-Tropez）の気候 | アントロペ（Saint-Tropez）の気候 | アントロペ（Saint-Tropez）の気候 | アントロペ（Saint-Tropez）の気候 | アントロペ（Saint-Tropez）の気候 | アントロペ（Saint-Tropez）の気候 | アントロペ（Saint-Tropez）の気候 | アントロペ（Saint-Tropez）の気候 | アントロペ（Saint-Tropez）の気候 | アントロペ（Saint-Tropez）の気候 | アントロペ（Saint-Tropez）の気候 | アントロペ（Saint-Tropez）の気候 | アントロペ（Saint-Tropez）の気候 |
| 月                                                        | 1月                              | 2月                              | 3月                              | 4月                              | 5月                              | 6月                              | 7月                              | 8月                              | 9月                              | 10月                             | 11月                             | 12月                             | 年                               |
| --------------------------------------------------------- | -------------------------------- | -------------------------------- | -------------------------------- | -------------------------------- | -------------------------------- | -------------------------------- | -------------------------------- | -------------------------------- | -------------------------------- | -------------------------------- | -------------------------------- | -------------------------------- | -------------------------------- |
| 平均最高気温 °C （°F）                                    | 12.1 (53.8)                      | 12.6 (54.7)                      | 14.3 (57.7)                      | 16.5 (61.7)                      | 19.7 (67.5)                      | 23.4 (74.1)                      | 27 (81)                          | 27.3 (81.1)                      | 24.3 (75.7)                      | 20.2 (68.4)                      | 15.6 (60.1)                      | 13 (55)                          | 18.8 (65.8)                      |
| 日平均気温 °C （°F）                                      | 9.3 (48.7)                       | 9.6 (49.3)                       | 11 (52)                          | 13.2 (55.8)                      | 16.3 (61.3)                      | 20 (68)                          | 23.3 (73.9)                      | 23.4 (74.1)                      | 20.8 (69.4)                      | 17.1 (62.8)                      | 12.8 (55)                        | 10.3 (50.5)                      | 15.6 (60.1)                      |
| 平均最低気温 °C （°F）                                    | 6.5 (43.7)                       | 6.6 (43.9)                       | 7.8 (46)                         | 9.8 (49.6)                       | 13 (55)                          | 16.5 (61.7)                      | 19.5 (67.1)                      | 17.3 (63.1)                      | 14.1 (57.4)                      | 9.9 (49.8)                       | 7.5 (45.5)                       | 6 (43)                           | 12.3 (54.1)                      |
| 降水量 mm （inch）                                        | 82.4 (3.244)                     | 82.8 (3.26)                      | 64.7 (2.547)                     | 53.2 (2.094)                     | 40.1 (1.579)                     | 25.7 (1.012)                     | 15.5 (0.61)                      | 27.8 (1.094)                     | 57.0 (2.244)                     | 104.9 (4.13)                     | 85.7 (3.374)                     | 72.2 (2.843)                     | 711.8 (28.024)                   |
| 平均月間日照時間                                          | 147.8                            | 148.9                            | 203.2                            | 252.1                            | 234.9                            | 280.6                            | 310.3                            | 355.5                            | 319.5                            | 247.0                            | 201.5                            | 145.5                            | 2,748.1                          |
| 出典：Climatologie mensuelle à la station de Cap Camarat. |                                  |                                  |                                  |                                  |                                  |                                  |                                  |                                  |                                  |                                  |                                  |                                  |                                  |